# یواس‌سی و جی‌اس پایونیر (اواس‌اس ۳۱)
یواس‌سی و جی‌اس پایونیر (اواس‌اس ۳۱) (به انگلیسی: USC&GS Pioneer (OSS 31)) یک کشتی بود که طول آن ۳۱۱٫۶ فوت (۹۵٫۰ متر) بود. این کشتی در سال ۱۹۴۲ ساخته شد.